# Epanterias amplexus
Epanterias amplexus (lat. "vértebras reforzadas juntas") es la única especie conocida del género dudoso  Epanterias de dinosaurio terópodo alosáurido, que vivió a finales del período Jurásico, hace aproximadamente 152 y 144 millones de años, durante el Titoniense, en lo que hoy es Norteamérica. Sus restos se han encontrado en la Formación Morrison y es materia de controversia si pertenecen a un género propio o son de un Allosaurus gigante.

## Descripción
Epanterias medía aproximadamente 10,4 metros de largo, con un peso estimado de 3 toneladas.
Es posible que Epanterias sea un Allosaurus completamente desarrollado, convirtiendo al Allosaurus en el dinosaurio terópodo más grande del Jurásico, superando a Edmarka rex y rivalizando en tamaño con los grandes carnívoros cretácicos como Spinosaurus, Giganotosaurus, Tyrannosaurus, y Carcharodontosaurus, dejando fuera las descomunales y fantasiosas dimensiones atribuidas en algún momento al quimérico Saurophaganax y Epanterias de hasta 16 y 14 metros respectivamente.
Convivió con saurópodos como Diplodocus y Brachiosaurus, además de otros carnívoros como Ceratosaurus, Torvosaurus, Ornitholestes y Allosaurus fragilis.

## Descubrimiento e investigación

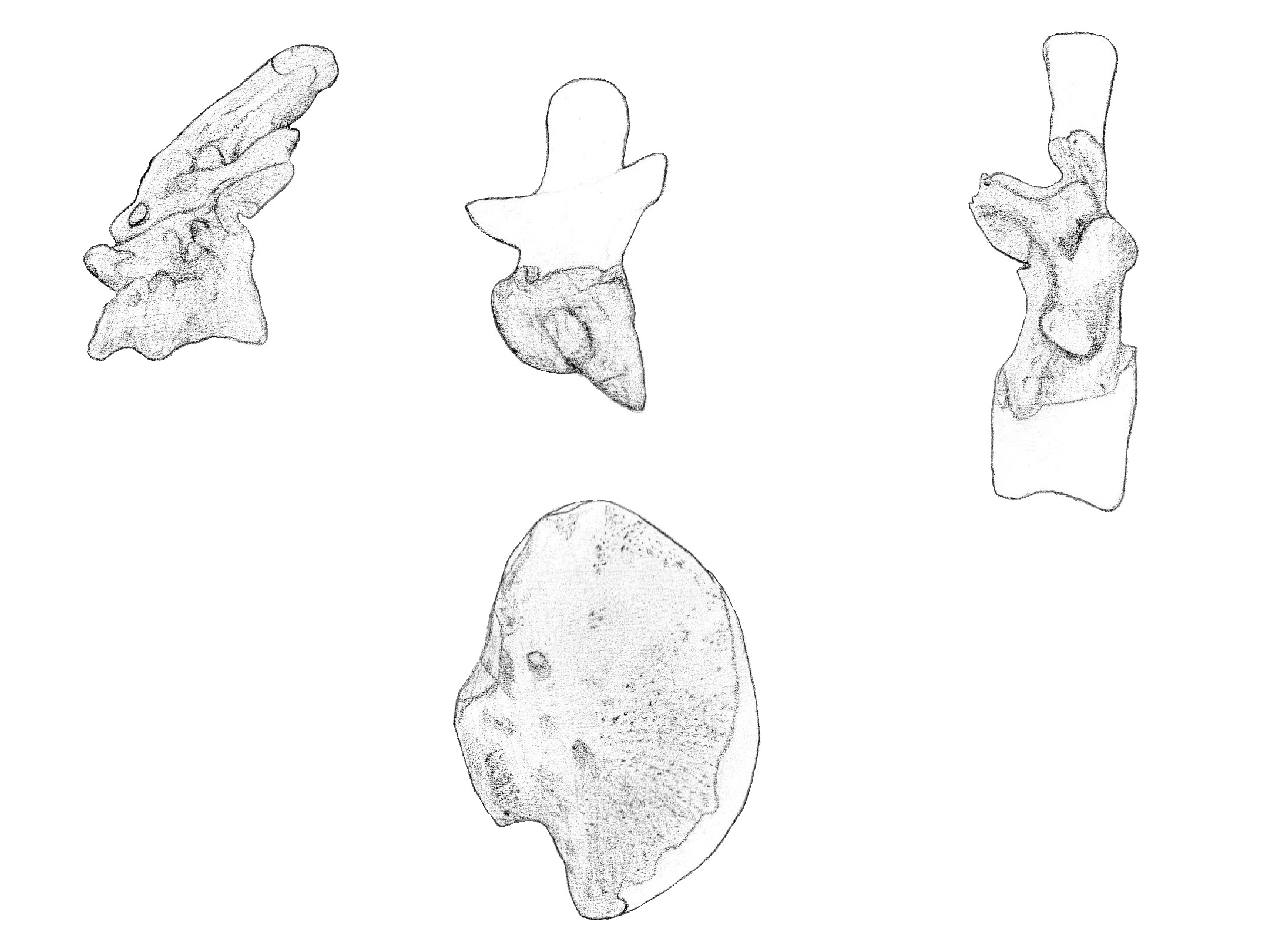
Los únicos fósiles recuperados de Epanterias, con las vértebras (arriba) y el coracoides (abajo).

Fue descrito por Edward Drinker Cope en 1878. La especie tipo es Epanterias amplexus. Este género está basado en el holotipo, AMNH 5767, formado por partes de 3 vértebras, un coracoide y un metatarsiano, que fueron descubiertos cerca de Cañon City, Colorado. Aunque Cope lo consideró un saurópodo, luego se demostró que era un terópodo.
Epanterias es considerado por Gregory S. Paul una especie de Allosaurus en lugar de un género separado, considerándolo como A. amplexus, Otros autores van más allá y consideran a E. amplexus como simplemente un individuo gigante de Allosaurus fragilis. Robert Bakker considera que es un género separado del Allosaurus, ya que la longitud de Epanterias de hasta 12 metros no es normal para un taxón que alcanzaba entre 7 y 9 metros. Bakker también menciona el descubrimiento de una vértebra caudal de 148 milímetros encontrada en la Formación de Morrison, cerca de Masonville, Colorado a Epanterias. En 2010, Paul y Kenneth Carpenter notaron que el espécimen de E. amplexus proviene de una región más alta de la Formación Morrison que los especímenes de Allosaurus fragilis y debido a esto "probablemente sean taxones diferentes". Ellos consideraron al holotipo como no diagnóstico y lo clasificaron como nomen dubium.

## Literatura
- Olshevsky, G. 2010. Dinosaur Genera List Archivado el 15 de julio de 2011 en Wayback Machine.. Retrieved 7 de julio de 2010.
- Tweet, J. N.d. Thescelosaurus!. Retrieved 16 de abril de 2009.
- Walters, M. & J. Paker 1995. Dictionary of Prehistoric Life. Claremont Books. ISBN 1-85471-648-4.
- Weishampel, D.B. , P. Dodson & H. Osmólska (Eds.) 2004. The Dinosauria, Second Edition. University of California Press, ISBN 0-520-24209-2.